# Tours préliminaires de la Coupe de Belgique de football 1981-1982
Navigation
Édition précédente Édition suivante
Les tours préliminaires de la Coupe de Belgique de football 1981-1982 sont toutes les rencontres disputées dans le cadre de la Coupe de Belgique avant l'entrée en lice des équipes de première et deuxième division. Ils se disputent en quatre tours, dont trente-deux équipes se qualifient pour la compétition proprement dite.
Le premier tour est disputé uniquement par des équipes issues des séries provinciales, rejointes pour le deuxième tour par les équipes de Promotion puis au quatrième tour par les équipes de Division 3.
Attention en vertu du règlement, la division de référence d'un club pour désigner le tour auquel il débute l'épreuve est celle où il évolue pendant la saison « 80-81 ». Ceci induit que les promus de Promotion vers la D3 commencent au 2e tour alors que les relégués de D3 vers la Promotion n'entre en lice qu'au 4e. De même, un cercle montant de Division 3 en Division 2 joue le quatrième tour préliminaire mais que les relégués de D2 commencent aux 1/32e de finale.
Dans cet article, la division indiquée en regard des clubs est celle dans laquelle il évolue en 1981-1982.
Au total, ce sont 222 clubs qui sont engagés dans la compétition et 190 rencontres sont disputées sur l'ensemble des quatre tours. Ce deux chiffres sont théoriques selon qu'il n'y ait pas de désistement. Ainsi pour les tours préliminaires 81-82, il n'y a que 222 équipes qui participent (voir ci-après).

## Fusion
Plusieurs fusions interviennent au terme de la saison 1980-1981:
- le K. VG Oostende (31) fusionne avec AS Oostende KM (53) pour former le KV Oostende (31).
- Le K. RC Tienen (132) fusionne avec le Voorwaarts Tienen (3229) pour former le K. VK Tienen (132).
- Le K. SK Geraardbergen (290), relégué de Promotion, fuisionne avec le VK Geraardsbergen (7530) pour  former le K. SV Geraardsbergen (290).

## Organisation de la compétition
Toutes les rencontres se jouent en un seul match, sur le terrain de la première équipe indiquée. En cas d'égalité, on procède directement à une séance de tirs au but lors des trois premiers tours. À partir du 4e tour, une prolongation de deux fois 15 minutes est jouée en cas d'égalité à la fin du temps réglementaire, ensuite des tirs au but sont bottés s'il y a toujours parité.

### Tirage au sort
Le tableau des cinq premiers tours font l'objet d'un tirage organisé dans les locaux de l'URBSFA à la fin de la saison précédente. Les différents engagés connaissent donc leurs adversaires potentiels pour ce tour préliminaire et l'adversaire qui les attend au 5e tour, celui des trente-deuxièmes de finale.
Le premier tour est organisé par "zones géographiques" (provinces/provinces limitrophes...).
Le tirage est donc orienté selon les critères suivants :
- Même province
- Province d'Anvers - Province de Brabant
- Province d'Anvers - Province de Limbourg
- Province de Flandre occidentale
- Province de Brabant - Province de Flandre orientale
- Province de Brabant - Province de Hainaut - Province de Namur
- Province de Liège - Province de Limbourg - Province de Luxembourg
- Province de Hainaut - Province de Namur - Province de Luxembourg
- Province de Liège - Province de Luxembourg - Province de Namur

Il se peut toutefois qu'en fonction des inscriptions/participations, un match ne réponde à aucune logique géographique.

### Tours successifs
- Le « premier tour » est joué par des séries provinciales.
- Au « deuxième tour » entrent en compétition les clubs de « Promotion » (D4).
- Les rescapés des deux premiers tours s'affrontent lors du « troisième tour ».
- Le « quatrième tour » voit les équipes de Division 3 entrer en lice.
- Le « cinquième tour » équivaut au 1/32e de finale. C'est à ce moment que débutent les équipes de D1 et D2.

## Participants
Au total, 222 équipes prennent part aux quatre premiers tours préliminaires. Le nombre de participants par province du nombre de qualifiés se fait en fonction du nombre de clubs affiliés à l'URBSFA.
Lors de cette édition, le nombre habituel de 224 engagés n'est pas atteint en raison de la double fusion concernant quatre clubs des séries nationale. Les fusions constituant le KV Oostende et le K. VK Tienen ont fait disparapître deux cercles. Si ceux-ci ont été remplacés dans leurs division respectives(AS Oostende KM en D3 et Voorwaarts Tienen en Promotion), leur pace en coupe de l'est pas avant l'édition 82-83 des tours préliminaires. Pour cette raison,  lors de la présente édition, il y a deux formations « bye »: une au 2e tour et l'autre au 4e tour.
Quatre des quatorze montants en Promotion ne participent pas: Aubel FC, R. Ét. Sp. Dalhemoise, VC Delta Londerzeel et K. VV OG Vorselaar.

### Calendrier
| Tours    | Dates              | Équipes engagées | Nombre de matchs | Équipes qui débutent | Équipes exemptées |
| -------- | ------------------ | ---------------- | ---------------- | -------------------- | ----------------- |
| 1er tour | 1 et 2 août 1981   | 128              | 64               | 128                  | 0                 |
| 2e tour  | 8 et 9 août 1980   | 128              | 64               | 64                   | 0                 |
| 3e tour  | 16 août 1980       | 64               | 32               | 0                    | 0                 |
| 4e tour  | 22 et 23 août 1980 | 64               | 32               | 32                   | 0                 |
| TOTAUX   |                    | 224              | 192              | -                    | 0                 |

### Répartition provinciale
Le tableau ci-dessous détaille la répartition par provinces des clubs prenant part aux quatre premiers tours de la Coupe de Belgique.
| # | Provinces                       | Total | Div. 2 | Div. 3 | Promotion | Provinciaux |
| - | ------------------------------- | ----- | ------ | ------ | --------- | ----------- |
| 1 | Province d'Anvers               | 33    | 1      | 5      | 13        | 14          |
| 2 | Province de Brabant             | 28    | 1      | 4      | 8         | 15          |
| 3 | Province de Flandre-Occidentale | 22    | -      | 5      | 3         | 14          |
| 4 | Province de Flandre-Orientale   | 25    | -      | 4      | 6         | 15          |
| 5 | Province de Hainaut             | 22    | -      | 4      | 5         | 13          |
| 6 | Province de Liège               | 28    | -      | 3      | 9         | 16          |
| 7 | Province de Limbourg            | 27    | -      | 6      | 7         | 14          |
| 8 | Province de Luxembourg          | 16    | -      | 0      | 3         | 13          |
| 9 | Province de Namur               | 21    | -      | 1      | 6         | 14          |
|   | TOTAUX                          | 222   | 2      | 32     | 60        | 128         |

## Résultats des trois premiers tours
Légende
|  | Clubs qualifiés pour le 2e tour |
|  | Clubs qualifiés pour le 3e tour |
|  | Clubs qualifiés pour le 4e tour |

: indique que le club a été relégué dans la division renseignée à la fin de la saison précédente
: indique que le club a été promu dans la division renseignée à la fin de la saison précédente
Tirs au but x-x = qualification acquise à la suite d'une séance de tirs au but (x-x= résultat, si ? résultat non connu).
« Toss »: qualification acquise après un tirage au sort (jet d'une pièce).
« ???? »: la raison de la qualification (tirs au but, toss...) n'est connue avec certitude.

## Premier tour
Certaines équipes participantes ont gagné le droit de jouer en Promotion dans le championnat qui débute quelques semaines plus tard, mais elles sont toujours considérées comme « provinciales » et doivent donc entamer leur parcours au 1re tour.
- 128 équipes (118 provinciales et 10 Promotion), 64 rencontres jouées les 1er et 2 août 1981.
  - Deux des dix promus en « Promotion » qui prennent part à ce tour sont éliminés.
  - Deux clubs relégués en séries provinciales à la fin de la saison précédente sont engagés et ne franchissent pas ce premier tour.

| Dates         | Tour | N° | Visités                                    | Visiteurs                              | Score final | Remarques |
| ------------- | ---- | -- | ------------------------------------------ | -------------------------------------- | ----------- | --------- |
| 1er août 1981 | T1   | 1  | R. Racing FC Montegnée (p-Liè)             | K. FC Heultje (p-Anv)                  | 1-0         |           |
| 1er août 1981 | T1   | 2  | FC Marie-José Zichem (p-Bbt)               | K. FC Herenthout(p-Anv)                | 1-2         |           |
| 2 août 1981   | T1   | 3  | Olympic Club Nismes (p-Nam)                | R. CS Condruzien (P)                   | 3-1         |           |
| 2 août 1981   | T1   | 4  | FC Spy (p-Nam)                             | Jeunesse Rochefortoise FC (p-Nam)      | 2-0         |           |
| 2 août 1981   | T1   | 5  | US d’Ethe-Belmont (p-Lux)                  | Chevetogne Football (p-Nam)            | 1-3         |           |
| 2 août 1981   | T1   | 6  | Ent. Sp. Witry Menufontaine (p-Lux)        | US Ste-Ode (p-Lux)                     | 3-3         | - ? -     |
| 2 août 1981   | T1   | 7  | R. Ham FC (p-Nam)                          | Standard Club Oheytois (p-Nam)         | 0-3         |           |
| 2 août 1981   | T1   | 8  | Standard FC Bouillon (p-Lux)               | US Beauraing ‘61 (p-Nam)               | 1-2         |           |
| 2 août 1981   | T1   | 9  | FC Ensival (p-Liè)                         | R. Alliance Oppagne-Wéris (p-Lux)      | 2-2         | - ? -     |
| 2 août 1981   | T1   | 10 | R. SC Theux (p-Liè)                        | R. Entente Tamines (p-Nam)             | 1-1         | - ? -     |
| 2 août 1981   | T1   | 11 | FC Grand-Leez (p-Nam)                      | FC Sart-Lez-Spa (p-Liè)                | 0-1         |           |
| 2 août 1981   | T1   | 12 | R. CS Stavelotain (p-Liè)                  | US Tellinoise (p-Lux)                  | 1-2         |           |
| 2 août 1981   | T1   | 13 | RC Mormont (P)                             | AEC Sclayn (p-Nam)                     | 2-1         |           |
| 2 août 1981   | T1   | 14 | Étoile Sportive Champlonaise (p-Lux)       | SC Barvautois (p-Lux)                  | 2-2         | - ? -     |
| 2 août 1981   | T1   | 15 | Gembloux Sport (p-Nam)                     | FC Winenne (p-Nam)                     | 1-0         |           |
| 2 août 1981   | T1   | 16 | Étoile Sportive Vezinoise (p-Nam)          | CS Vielsalm (p-Lux)                    | 2-2         | ?         |
| 2 août 1981   | T1   | 17 | Léopold Club Bastogne (p-Lux)              | Racing Athletic Florenvillois (p--Lux) | 7 2         |           |
| 2 août 1981   | T1   | 18 | FC Chaumont-Gistoux (p-Bbt)                | R. CS Libramontois (p-Lux)             | 1-3         |           |
| 2 août 1981   | T1   | 19 | FC Elsum Geel (p-Anv)                      | VK Hooikt (p-Anv)                      | 2-2         | - ? -     |
| 2 août 1981   | T1   | 20 | R. Flémalle FC (p-Liè)                     | R. Alliance Melen-Micheroux (p-Liè)    | 1-4         |           |
| 2 août 1981   | T1   | 21 | K. Maaseik FC (p-Lim)                      | VV Hamontlo (p-Lim)                    | 1-1         | - ? -     |
| 2 août 1981   | T1   | 22 | FC Rita Berlaar (p-Anv)                    | K. Helzold FC Zolder (p-Lim)           | 1-0         |           |
| 2 août 1981   | T1   | 23 | Voetbalkring Zepperen (p-Lim)              | Ent. Hesbignonne Braives (p-Liè)       | 2-2         | - ? -     |
| 2 août 1981   | T1   | 24 | K.Lyra TSV (p-Anv)                         | R. US Cheratte (p-Liè)                 | 7-1         |           |
| 2 août 1981   | T1   | 25 | K. FC Verbroedering Arendonk (p-Anv)       | Wellense SK (p-Lim)                    | 1-1         | - ? -     |
| 2 août 1981   | T1   | 26 | FC Meer (p-Anv)                            | Diepenbeek VV (p-Lim)                  | 1-1         | - ? -     |
| 2 août 1981   | T1   | 27 | FC Star Romsée (p-Liè)                     | VV Weerstand Koersel (p-Lim)           | 0-4         |           |
| 2 août 1981   | T1   | 28 | K. FC St-Lenaarts (p-Anv)                  | JS Grivegnée (p-Liè)                   | 3-2         |           |
| 2 août 1981   | T1   | 29 | SV Schriek (p-Anv)                         | Éclair Latinnois (p-Liè)               | 0-1         |           |
| 2 août 1981   | T1   | 30 | RC Stockay-Warufsée (p-Liè)                | SK Heusden (p-Lim)                     | 0-2         |           |
| 2 août 1981   | T1   | 31 | Kinrooier FC (p-Lim)                       | R. Herve FC (p-Liè)                    | 3-0         |           |
| 2 août 1981   | T1   | 32 | Standaard Gerdingen (p-Lim)                | R. Skill FC Ivoz-Ramet (p-Liè)         | 0-2         |           |
| 2 août 1981   | T1   | 34 | Rosmeer Stormvogels VV (p-Lim)             | Blijf Jong Kozen (p-Lim)               | 0-0         | - ? -     |
| 2 août 1981   | T1   | 35 | FC de Bray (p-Hai)                         | US Estinoise (p-Hai)                   | 2-0         |           |
| 2 août 1981   | T1   | 36 | Ent Sp. Acrenoise (p-Hai)                  | FC Élougeois (P)                       | 1-1         | - ? -     |
| 2 août 1981   | T1   | 37 | K. Ourodenberg Sport (P)                   | OLSA Brakel (p-Ovl)                    | 1-1         | - ? -     |
| 2 août 1981   | T1   | 38 | FC Brakel (p-OVl)                          | K. FC Germinal Ekeren (P)              | 0-4         |           |
| 2 août 1981   | T1   | 39 | K. SK Hoboken (p-Anv)                      | K. Standaard SV Denderleeuw (p-OVl)    | 1-0         |           |
| 2 août 1981   | T1   | 40 | Association Football Club Péronnes (p-Hai) | R. Léopold Club Hornu (p-Hai)          | 3-3         | - ? -     |
| 2 août 1981   | T1   | 41 | Vlug en Vrij Leest (p-Anv)                 | Soignies Sports (p-Hai)                | 2-2         | - ? -     |
| 2 août 1981   | T1   | 42 | K. SC Grimbergen (p-Bbt)                   | R. FC Wiersien (p-Hai)                 | 3-0         |           |
| 2 août 1981   | T1   | 43 | KV Zuun (p-Bbt)                            | FC Liedekerke (p-Bbt)                  | 1-1         | - ? -     |
| 2 août 1981   | T1   | 44 | FC les Diables Noirs d’Harchies (p-Hai)    | SC Lambusart-Fleurus (p-Hai)           | 1-1         | - ? -     |
| 2 août 1981   | T1   | 45 | K. Merksem SC (p-Anv)                      | K. Humbeek FC (P)                      | 3-1         |           |
| 2 août 1981   | T1   | 46 | US Courcelloise (p-Hai)                    | FC Ganshoren (p-Bbt)                   | 0-2         |           |
| 2 août 1981   | T1   | 47 | R. FC Athois (p-Hai)                       | FC Denderleeuw (P)                     | 0-1         |           |
| 2 août 1981   | T1   | 48 | R. Union Jemappienne (p-Hai)               | R. Stade Brainois (p-Hai)              | 1-1         | - ? -     |
| 2 août 1981   | T1   | 49 | K. VV Scherpenheuvel Sport (p-Bbt)         | K. SK Halle (p-Bbt)                    | 2-3         |           |
| 2 août 1981   | T1   | 50 | VK Eendracht Peizegem (p-Bbt)              | R. FC Renaisien (p-OVl)                | 1-6         |           |
| 2 août 1981   | T1   | 51 | Sporting Ternat (Bbt)                      | SK St-Paulus Opwijk (p-Bbt)            | 3-0         |           |
| 2 août 1981   | T1   | 52 | R. SCUP Jette (p-Bbt)                      | K. Olympia VC Sterrebeek (p-Bbt)       | 1-3         |           |
| 2 août 1981   | T1   | 53 | R. Knokke FC (p-WVl)                       | K. SV Sottegem (P)                     | 1-1         | - ? -     |
| 2 août 1981   | T1   | 54 | Sport & Vermaak Boelare Eeklo (p-OVl)      | SK Lebbeke (p-OVl)                     | 0-1         |           |
| 2 août 1981   | T1   | 55 | White Star Bellegem (p-WVl)                | SK Gullegem (P)                        | 2-4         |           |
| 2 août 1981   | T1   | 56 | K. AV Dendermonde (p-OVl)                  | Fc St-Martens-Latem (p-OVl)            | 1-0         |           |
| 2 août 1981   | T1   | 57 | FC de Toekomst Menen (p-WVl)               | VC St-Eloois-Winkel (p-WVl)            | 2-2         | - ? -     |
| 2 août 1981   | T1   | 58 | SK Oostnieuwkerke (p-WVl)                  | SV Anzegem (p-WVl)                     | 3-1         |           |
| 2 août 1981   | T1   | 59 | K. VK Ieper (p-WVl)                        | FC Moen (p-WVl)                        | 0-0         | - ? -     |
| 2 août 1981   | T1   | 60 | R. RC Gent (p-OVl)                         | K. White Star Club Lauwe (p-WVl)       | 2-5         |           |
| 2 août 1981   | T1   | 61 | SK De Jeugd Lovendegem (p-OVl)             | K. FC Roeselare (p-WVl)                | 0-2         |           |
| 2 août 1981   | T1   | 62 | K. FC Evergem Center (p-OVl)               | K. Bleu Star Avelgem (p-WVl)           | 5-0         |           |
| 2 août 1981   | T1   | 63 | SV Diksmuide (p-WVl)                       | Lokerse SV (p-OVl)                     | 0-7         |           |
| 2 août 1981   | T1   | 64 | K. RC de Panne (p-WVl)                     | K. Racing Haaltert (p-OVl)             | 1-2         |           |

## Deuxième tour
Ce tour oppose les 64 qualifiés du « Premier tour » à 64 formations qui étaient en Promotion la saison précédente y compris les 4 champions promus en D3.
- 127 équipes (66 provinciaux, 56 Promotion et 5 Division 3), 63 rencontres jouées, les 8 et 9 août 1981.
  - En raison de la fusion formant le K. VK Tienen en juillet 1981, la place prévue pour le Voorwaarts Tienen, désormais disparu, n'est pas occupée. Cela donne une formation « bye » (directement qualifiée pour le 3e tour).
  - Les cinq promus en D3 déjà engagés se qualifient.
  - Il reste 20 cercles provinciaux encore en lice.

| Dates       | Tour | N° | Visités                              | Visiteurs                          | Score final | Remarques |
| ----------- | ---- | -- | ------------------------------------ | ---------------------------------- | ----------- | --------- |
| 8 août 1981 | T2   | 1  | R. CS Libramontois (p-Lux)           | R. Excelsior Virton (P)            | 2-3         |           |
| 8 août 1981 | T2   | 2  | FC Heist Sportief (P)                | R. FC Renaisien (p-OVl)            | 3-0         |           |
| 8 août 1981 | T2   | 3  | R. Excelsior Mousccron (P)           | K. FC Evergem Center (p-OVl)       | 1-1         | - ? -     |
| 9 août 1981 | T2   | 4  | R. SC Theux (p-Liè)                  | R. Dinant FC (P)                   | 0-4         |           |
| 9 août 1981 | T2   | 5  | RC Mormont (P)                       | R. Union Wallone Ciney (P)         | 2-3         |           |
| 9 août 1981 | T2   | 6  | UR Namur (P)                         | Chevetogne Football (p-Nam)        | 5-2         |           |
| 9 août 1981 | T2   | 7  | FC Sart-Lez-Spa (p-Liè)              | US Durnal (p-Nam)                  | 3-0         |           |
| 9 août 1981 | T2   | 8  | SRU Verviers (P)                     | Standard Club Oheytois (p-Nam)     | 3-0         |           |
| 9 août 1981 | T2   | 9  | US Beauraing ‘61 (p-Nam)             | R. FC Malmundaria 1904 (P)         | 6-0         |           |
| 9 août 1981 | T2   | 10 | Léopold Club Bastogne (p-Lux)        | R. JS Bas-Oha (P)                  | 0-3         |           |
| 9 août 1981 | T2   | 11 | Étoile Sportive Champlonaise (p-Lux) | R. Union Hutoise FC (III)          | 0-0         | - ? -     |
| 9 août 1981 | T2   | 12 | R. CS Verviétois (P)                 | CS Vielsalm (p-Lux)                | 5-2         |           |
| 9 août 1981 | T2   | 13 | Gembloux Sport (p-Nam)               | R. CS Andennais (P)                | 2-3         |           |
| 9 août 1981 | T2   | 14 | AS Eupen (P)                         | Olympic Club Nismes (p-Nam)        | 3-1         |           |
| 9 août 1981 | T2   | 15 | FC Spy (p-Nam)                       | Stade Gedinnois (P)                | 1-1         | - ? -     |
| 9 août 1981 | T2   | 16 | Ent.Sp. Witry Menufontaine (p-Lux)   | US Ferrières (p-Liè)               | 0-1         |           |
| 9 août 1981 | T2   | 17 | US Tellinoise (p-Lux)                | Ent Sp. Jamoigne-Izel (p-Lux)      | 0-1         |           |
| 9 août 1981 | T2   | 18 | FC Ensival (p-Liè)                   | FC Le Lorrain Arlon (P)            | 1-3         |           |
| 9 août 1981 | T2   | 19 | Zonhoven V&V (P)                     | Blijf Jong Kozen (p-Lim)           | 2-1         |           |
| 9 août 1981 | T2   | 20 | Eendracht Club Rotem (P)             | K. FC St-Lenaarts (p-Anv)          | 1-0         |           |
| 9 août 1981 | T2   | 21 | K. FC Zwarte Leeuw (P)               | VV Weerstand Koersel (p-Lim)       | 2-0         |           |
| 9 août 1981 | T2   | 22 | Union Momalloise (P)                 | Kinrooier FC (p-Lim)               | 3-1         |           |
| 9 août 1981 | T2   | 23 | K.Lyra TSV (p-Anv)                   | K. FC Lommelse SK (III)            | 2-2         | - ? -     |
| 9 août 1981 | T2   | 24 | VC Westerlo (p-Anv)                  | R. Skill FC Ivoz-Ramet (p-Liè)     | 2-0         |           |
| 9 août 1981 | T2   | 25 | Sporting Alken (P)                   | FC Elsum Geel (p-Anv)              | 2-0         |           |
| 9 août 1981 | T2   | 26 | Éclair Latinnois (p-Liè)             | Merksplas SK (P)                   | 1-3         |           |
| 9 août 1981 | T2   | 27 | K. Wit-Ster Beverst (p-Lim)          | SK Heusden (p-Lim)                 | 6-1         |           |
| 9 août 1981 | T2   | 28 | FC Rita Berlaar (p-Anv)              | Hoogstraten VV (P)                 | 0-2         |           |
| 9 août 1981 | T2   | 29 | Wellense SK (p-Lim)                  | R. Stade Waremmien FC (P)          | 2-0         |           |
| 9 août 1981 | T2   | 30 | R. CS Visétois (P)                   | Ent. Hesbignonne Braives (p-Liè)   | 1-3         |           |
| 9 août 1981 | T2   | 31 | Rapid Spouwen (P)                    | Diepenbeek VV (p-Lim)              | 4-0         |           |
| 9 août 1981 | T2   | 32 | SK Bree (P)                          | K. Maaseik FC (p-Lim)              | 2-1         |           |
| 9 août 1981 | T2   | 33 | R. Alliance Melen-Micheroux (p-Liè)  | R. Blégny FC (P)                   | 2-3         |           |
| 9 août 1981 | T2   | 34 | FC Verbroedering Meerhout (P)        | K. FC Herenthout (p-Anv)           | 1-2         |           |
| 9 août 1981 | T2   | 35 | R. Racing FC Montegnée (p-Liè)       | K. FC Verbreodering Geel (P)       | 1-1         | - ? -     |
| 9 août 1981 | T2   | 36 | Herderen Hedra (P)                   | K. Wezel Sport FC (P)              | 1-1         | - ? -     |
| 9 août 1981 | T2   | 37 | Diegem Sport (P)                     | K. Merksem SC (p-Anv)              | 0-0         | - ? -     |
| 9 août 1981 | T2   | 38 | K. Tubantia Borgerhout VK (P)        | FC Ganshoren (p-Bbt)               | 7-0         |           |
| 9 août 1981 | T2   | 39 | K. FC Duffel (P)                     | K. SK Halle (p-Bbt)                | 1-0         |           |
| 9 août 1981 | T2   | 40 | R. Standard Club Pâturageois (P)     | R. Union Jemappienne (p-Hai)       | 3-0         |           |
| 9 août 1981 | T2   | 41 | K. Ourodenberg Sport (P)             | K. FC de Sportvrienden Nijlen (P)  | 1-0         |           |
| 9 août 1981 | T2   | 42 | FC de Bray (p-Hai)                   | R. CS La Forestoise (P)            | 4-4         | - ? -     |
| 9 août 1981 | T2   | 43 | FC Assent (III)                      | FC Denderleeuw (P)                 | 2-1         |           |
| 9 août 1981 | T2   | 44 | K. SK Hoboken (p-Anv)                | K. Hoger-Op Merchtem (p-Bbt)       | 0-1         |           |
| 9 août 1981 | T2   | 45 | URS du Centre (P)                    | FC Élougeois (P)                   | 0-0         | - ? -     |
| 9 août 1981 | T2   | 46 | SC Lambusart-Fleurus (p-Hai)         | K. Londerzeel SK (P)               | 1-3         |           |
| 9 août 1981 | T2   | 47 | K. Olympia SC Wijgmaal (P)           | KV Zuun (p-Bbt)                    | 4-1         |           |
| 9 août 1981 | T2   | 48 | K. SV Bornem (P)                     | K. FC Germinal Ekeren (P)          | 0-0         | - ? -     |
| 9 août 1981 | T2   | 49 | K. AC Betekom (p-Bbt)                | K. SC Grimbergen (p-Bbt)           | 1-0         |           |
| 9 août 1981 | T2   | 50 | R. Ass. Marchiennoise des Sports (P) | Sporting Ternat (Bbt)              | 2-0         |           |
| 9 août 1981 | T2   | 51 | Soignies Sports (p-Hai)              | R. Crossing Club de Schaerbeek (P) | 1-3         |           |
| 9 août 1981 | T2   | 52 | R. Léopold Club Hornu (p-Hai)        | K. FC Putte (P)                    | 0-0         | - ? -     |
| 9 août 1981 | T2   | 53 | VV Eendracht Aalter (P)              | SK Gullegem (P)                    | 4-1         |           |
| 9 août 1981 | T2   | 54 | K. Racing Haaltert (p-OVl)           | K. FC Eeklo (P)                    | 3-3         | - ? -     |
| 9 août 1981 | T2   | 55 | K. SV Geraardbergen (p-OVl)          | K. AV Dendermonde (p-OVl)          | 0-1         |           |
| 9 août 1981 | T2   | 56 | K. FC Meulebeke (P)                  | Lokerse SV (p-OVl)                 | 3-1         |           |
| 9 août 1981 | T2   | 57 | VC Zwevegem Sport (P)                | SK Lebbeke (p-OVl)                 | 1-2         |           |
| 9 août 1981 | T2   | 58 | VK Ninove (III)                      | VC St-Eloois-Winkel (p-Wvl)        | 5-3         |           |
| 9 août 1981 | T2   | 59 | K. FC Vigor Wuitens Hamme (P)        | SK Oostnieuwkerke (p-WVl)          | 3-0         |           |
| 9 août 1981 | T2   | 60 | FC Moen (p-WVl)                      | R. Dottignies Sports (III)         | 0-1         |           |
| 9 août 1981 | T2   | 61 | K. SV Sottegem (P)                   | Eendracht Wervik (P)               | 3-2         |           |
| 9 août 1981 | T2   | 62 | K. VK Torhout (p-WVl)                | K. White Star Club Lauwe (p-WVl)   | 2-1         |           |
| 9 août 1981 | T2   | 63 | K. FC Roeselare (p-WVl)              | KM SK Deinze (p-OVl)               | 2-0         |           |
| 9 août 1981 | T2   | 64 | K. Olympia VC Sterrebeek (p-Bbt)     |                                    | bye         |           |

## Troisième tour
Ce tour est un "tour intermédiaire". Aucune nouvelle formation n'entre en lice. Les participants sont les 64 rescapés du « deuxième tour ».
- 64 équipes (20 provinciales, 39 Promotion et 5 Division 3), 32 rencontres jouées le 16 août 1981.
  - Trois des cinq promus en « Division 3 » franchissent ce tour.
  - Huit cercles provinciaux atteignent le 4e tour.

| Dates        | Tour | N° | Visités                            | Visiteurs                            | Score final | Remarques |
| ------------ | ---- | -- | ---------------------------------- | ------------------------------------ | ----------- | --------- |
| 16 août 1981 | T3   | 1  | UR Namur (P)                       | US Beauraing ‘61 (p-Nam)             | 3-2         |           |
| 16 août 1981 | T3   | 2  | R. Dinant FC (P)                   | AS Eupen (P)                         | 5-3         |           |
| 16 août 1981 | T3   | 3  | FC Spy (p-Nam)                     | R. Union Wallone Ciney (P)           | 2-2         | - ? -     |
| 16 août 1981 | T3   | 4  | FC Le Lorrain Arlon (P)            | R. CS Verviétois (P)                 | 3-1         |           |
| 16 août 1981 | T3   | 5  | R. Union Hutoise FC (III)          | FC Sart-Lez-Spa (p-Liè)              | 4-0         |           |
| 16 août 1981 | T3   | 6  | R. Excelsior Virton (P)            | US Ferrières (p-Liè)                 | 2-0         |           |
| 16 août 1981 | T3   | 7  | R. CS Andennais (P)                | R. JS Bas-Oha (P)                    | 1-2         |           |
| 16 août 1981 | T3   | 8  | SRU Verviers (P)                   | Ent Sp. Jamoigne-Izel (p-Lux)        | 1-1         | - ? -     |
| 16 août 1981 | T3   | 9  | Rapid Spouwen (P)                  | Wellense SK (p-Lim)                  | 1-1         | - ? -     |
| 16 août 1981 | T3   | 10 | Eendracht Club Rotem (P)           | Ent. Hesbignonne Braives(p-Liè)      | 1-1         | - ? -     |
| 16 août 1981 | T3   | 11 | VC Westerlo (p-Anv)                | Union Momalloise (P)                 | 1-1         | - ? -     |
| 16 août 1981 | T3   | 12 | K. Wit-Ster Beverst (p-Lim)        | K. Wezel Sport FC (P)                | 1-0         |           |
| 16 août 1981 | T3   | 13 | K. FC Verbreodering Geel (P)       | R. Blégny FC (P)                     | 1-0         |           |
| 16 août 1981 | T3   | 14 | K. FC Zwarte Leeuw (P)             | Zonhoven V&V (P)                     | 1-0         |           |
| 16 août 1981 | T3   | 15 | Sporting Alken (P)                 | Merksplas SK (P)                     | 0-2         |           |
| 16 août 1981 | T3   | 16 | K. FC Herenthout (p-Anv)           | SK Bree (P)                          | 1-4         |           |
| 16 août 1981 | T3   | 17 | Hoogstraten VV (P)                 | K. FC Lommelse SK (III)              | 0-0         | - ? -     |
| 16 août 1981 | T3   | 18 | K. Ourodenberg Sport (P)           | K. AC Betekom (p-Bbt)                | 2-4         |           |
| 16 août 1981 | T3   | 19 | FC Heist Sportief (P)              | FC Élougeois (P)                     | 2-1         |           |
| 16 août 1981 | T3   | 20 | K. Hoger-Op Merchtem (p-BBt)       | R. Standard Club Pâturageois (P)     | 5-2         |           |
| 16 août 1981 | T3   | 21 | K. Londerzeel SK (P)               | K. Tubantia Borgerhout VK (P)        | 2-1         |           |
| 16 août 1981 | T3   | 22 | R. Crossing Club de Schaerbeek (P) | R. Léopold Club Hornu (p-Hai)        | 2-0         |           |
| 16 août 1981 | T3   | 23 | K. Olympia SC Wijgmaal (P)         | K. Merksem SC (p-Anv)                | 1-1         | - ? -     |
| 16 août 1981 | T3   | 24 | K. Olympia VC Sterrebeek (p-Bbt)   | K. SV Bornem (P)                     | 0-1         |           |
| 16 août 1981 | T3   | 25 | K. FC Duffel (P)                   | R. Ass. Marchiennoise des Sports (P) | 2-1         |           |
| 16 août 1981 | T3   | 26 | FC Assent (III)                    | R. CS La Forestoise (P)              | 3-0         |           |
| 16 août 1981 | T3   | 27 | K. VK Torhout (p-WVl)              | K. FC Vigor Wuitens Hamme (P)        | 1-0         |           |
| 16 août 1981 | T3   | 28 | R. Dottignies Sports (III)         | VV Eendracht Aalter (P)              | 1-2         |           |
| 16 août 1981 | T3   | 29 | K. FC Roeselare (p-WVl)            | K. AV Dendermonde (p-OVl)            | 1-0         |           |
| 16 août 1981 | T3   | 30 | K. FC Evergem Center (p-OVl)       | K. FC Eeklo (P)                      | 0-0         | - ? -     |
| 16 août 1981 | T3   | 31 | SK Lebbeke (p-OVl)                 | K. FC Meulebeke (P)                  | 0-2         |           |
| 16 août 1981 | T3   | 32 | K. SV Sottegem (P)                 | VK Ninove (III)                      | 3-0         |           |

## Quatrième tour

### Participants
Ce tour est le dernier de la phase préliminaire. Il oppose les 32 rescapés du "Troisième tour" à 32 têtes de série, à savoir les deux descendants de D2 et les équipes de D3 de la saison précédente (sauf le dernier de chaque série ayant débuté au 2e tour), qui entrent en lice.
| Provinces                                                                                               | Clubs provinciaux | Clubs de Promotion | Clubs de Division 3 | Clubs de Division 2 | Totaux |
| --- | ----------------- | ------------------ | ------------------- | ------------------- | ------ |
| Totaux par division                                                                                     | 8                 | 21                 | 32                  | 2                   | 63     |
| Province d'Anvers                                                                                       | 1                 | 6                  | 5                   | 1                   | 13     |
| Province de Brabant Région de Bruxelles-Capitale Province du Brabant flamand Province du Brabant wallon | 2                 | 3                  | 4                   | 1                   | 10     |
| Province de Flandre-Occidentale                                                                         | 2                 | 0                  | 5                   | -                   | 7      |
| Province de Flandre-Orientale                                                                           | 0                 | 4                  | 4                   | -                   | 8      |
| Province de Hainaut                                                                                     | 0                 | 0                  | 4                   | -                   | 4      |
| Province de Liège                                                                                       | 1                 | 2                  | 3                   | -                   | 6      |
| Province de Limbourg                                                                                    | 2                 | 1                  | 6                   | -                   | 9      |
| Province de Luxembourg                                                                                  | 0                 | 2                  | 0                   | -                   | 2      |
| Province de Namur                                                                                       | 0                 | 3                  | 1                   | -                   | 4      |

### Légende
|  | Clubs des séries provinciales qualifiés pour le 5e tour (1/32e de finale) |  | Clubs de Promotion qualifiés pour le 5e tour (1/32e de finale)  |
|  | Clubs de Division 3 qualifiés pour le 5e tour (1/32e de finale)           |  | Clubs de Division 2 qualifiés pour le 5e tour (1/32e de finale) |

: indique que le club a été relégué dans la division renseignée à la fin de la saison précédente
: indique que le club a été promu dans la division renseignée à la fin de la saison précédente
Tirs au but x-x = qualification acquise à la suite d'une séance de tirs au but (x-x= résultat, si ? résultat non connu).
« Toss »: qualification acquise après un tirage au sort (jet d'une pièce).
« ???? »: la raison de la qualification (tirs au but, toss...) n'est pas connue avec certitude.

### Résultats4etour
63 clubs pour 31 matchs, joués les 22 et 23 août 1981. La fusion créant le KV Oostende a laissé une place libre (celle de l'AS Oostende KM désormais disparue), qui n'est pas remplacée en Coupe cette année. Il y a donc une équipe « bye » et qualifiée directe pour les 1/32es de finale.
| Dates        | Tour | N° | Visités                          | Visiteurs                          | Score 90' | Score 120' | Remarques |
| ------------ | ---- | -- | -------------------------------- | ---------------------------------- | --------- | ---------- | --------- |
| 22 août 1981 | T4   | 1  | R. Olympic de Montignies (III)   | K. Londerzeel SK (P)               | 1-0       |            |           |
| 23 août 1981 | T4   | 2  | R. Union Wallone Ciney (P)       | K. Willebroekse SV (III)           | 4-1       |            |           |
| 23 août 1981 | T4   | 3  | K. FC Herentals (III)            | K. AC Betekom (p-Bbt)              | 1-0       |            |           |
| 23 août 1981 | T4   | 4  | SK Bree (P)                      | K. Wuustwezel FC (III)             | 0-0       | 0-0        | ?-?       |
| 23 août 1981 | T4   | 5  | Bilzerse VV (III)                | R. Crossing Club de Schaerbeek (P) | 3-0       |            |           |
| 23 août 1981 | T4   | 6  | R. Dinant FC (P)                 | R. FC Hannutois (III)              | 0-2       |            |           |
| 23 août 1981 | T4   | 7  | K. Stade Leuven (II)             | K. FC Meulebeke (P)                | 4-0       |            |           |
| 23 août 1981 | T4   | 8  | FC Le Lorrain Arlon (P)          | V&V Overpelt-Fabriek (III)         | 3-1       |            |           |
| 23 août 1981 | T4   | 9  | Hoeselt VV (III)                 | R. Excelsior Virton (P)            | 3-1       |            |           |
| 23 août 1981 | T4   | 10 | FC Testelt (III)                 | K. SV Sottegem (P)                 | 1-0       |            |           |
| 23 août 1981 | T4   | 11 | R. AEC Mons (III)                | K. FC Lommelse SK (III)            | 1-1       | 1-1        | ?-?       |
| 23 août 1981 | T4   | 12 | FC Assent (III)                  | Royale Union (P)                   | 2-1       |            |           |
| 23 août 1981 | T4   | 13 | K. St-Niklaasse SK (III)         | K. FC Duffel (P)                   | 10-0      |            |           |
| 23 août 1981 | T4   | 14 | FC Heist Sportief (P)            | VC Rotselaar (III)                 | 1-0       |            |           |
| 23 août 1981 | T4   | 15 | VC Jong Lede (III)               | K. FC Eeklo (P)                    | 2-1       |            |           |
| 23 août 1981 | T4   | 16 | Merksplas SK (P)                 | Patro Eisden (P)                   | 1-3       |            |           |
| 23 août 1981 | T4   | 17 | K. VK Torhout (p-WVl)            | K. VV Looi Sport Tessenderlo (III) | 1-1       | 1-1        | ?-?       |
| 23 août 1981 | T4   | 18 | K. Olympia SC Wijgmaal (P)       | R. Tilleur FC (III)                | 1-0       |            |           |
| 23 août 1981 | T4   | 19 | K. SV Bornem (P)                 | R. RC Tournaisien (III)            | 3-0       |            |           |
| 23 août 1981 | T4   | 20 | Wellense SK (p-Lim)              | K. FC Izegem (III)                 | 1-4       |            |           |
| 23 août 1981 | T4   | 21 | K. FC Eendracht Zele (III)       | R. JS Bas-Oha (P)                  | 4-0       |            |           |
| 23 août 1981 | T4   | 22 | R. US Tournaisienne (III)        | SRU Verviers (P)                   | 3-0       |            |           |
| 23 août 1981 | T4   | 23 | VV Eendracht Aalter (P)          | K. SC Menen (III)                  | 0-0       | 0-0        | ?-?       |
| 23 août 1981 | T4   | 24 | Eendracht Gerhees Oostham (III)  | K. FC Roeselare (p-WVl)            | 3-0       |            |           |
| 23 août 1981 | T4   | 25 | KV Oostende (III)                | UR Namur (P)                       | 3-1       |            |           |
| 23 août 1981 | T4   | 26 | Ent. Hesbignonne Braives (p-Liè) | K. SK Roeselare (III)              | 0-1       |            |           |
| 23 août 1981 | T4   | 27 | K. FC Turnhout (III)             | K. FC Zwarte Leeuw (P)             | 1-2       |            |           |
| 23 août 1981 | T4   | 28 | K. FC Dessel Sport (III)         | K. Wit-Ster Beverst (p-Lim)        | 4-1       |            |           |
| 23 août 1981 | T4   | 29 | K. VK Tienen (III)               | VC Westerlo (p-Anv)                | 3-1       |            |           |
| 23 août 1981 | T4   | 30 | K. Witgoor Sport Dessel (II)     | R. Union Hutoise FC (III)          | 0-0       | 0-0        | ?-?       |
| 23 août 1981 | T4   | 31 | Wallonia Association Namur (III) | K. FC Verbreodering Geel (P)       | 1-1       | 1-1        | 3-5       |
| 23 août 1981 | T4   | 32 | K. Hoger-Op Merchtem (p-BBt)     |                                    |           |            |           |

### Bilan des "rescapés"
Les 32 clubs qui gagnent le droit de défier un cercle de D1 ou D2 viennent de:

#### par division
- Division 2: 1 club
- Division 3: 20 clubs
- Promotion: 9 clubs
- Provinciale: 2 clubs

#### par province
| Région flamande (19)            | Région flamande (19) | Province de Brabant (6)      | Province de Brabant (6) | Région wallonne (7)    | Région wallonne (7) |
| ------------------------------- | -------------------- | ---------------------------- | ----------------------- | ---------------------- | ------------------- |
| Province d'Anvers               | 6                    | Région de Bruxelles-Capitale | 0                       | Province de Hainaut    | 3                   |
| Province de Flandre-Occidentale | 5                    | Province du Brabant flamand  | 6                       | Province de Liège      | 2                   |
| Province de Flandre-Orientale   | 3                    | Province du Brabant wallon   | 0                       | Province de Luxembourg | 1                   |
| Province de Limbourg            | 5                    |                              |                         | Province de Namur      | 1                   |

1. ↑  Au niveau footballistique, la province de Brabant est toujours unitaire malgré sa partition territoriale en 1995.